# Салкынтобе (Каратобинский сельский округ)
Салкынтобе (каз. Салқынтөбе, до 1993 г. — Маковка) — упразднённое село в Жарминском районе Восточно-Казахстанской области Казахстана. Входило в состав Каратобинского сельского округа. Исключено из учётных данных в 1998 году.

## Население
В 1989 году население села составляло 40 человек. Национальный состав: казахи.